# Dardo (automóvel)
Dardo foi um automóvel esportivo brasileiro, fabricado pela Corona S/A Viaturas e Equipamentos, nas versões F 1.3 e F 1.5. Sua fabricação deu-se entre 1979 e 1983. Foi inspirado no Fiat X1/9 italiano.
Foi o primeiro fora-de-série nacional a usar mecânica Fiat (utilizava motor e câmbio do 147 Rallye). Era equipado com motor de 1.297 cm3, 72 cv a 5.800 RPM, câmbio manual de 4 marchas, tração traseira, carroceria em fibra de vidro, suspensão independente nas 4 rodas, freio a disco nas 4 rodas. Rodas de liga leve aro 13, pneus 165/70. Velocidade máxima 146 km/h. Havia também uma versão turbo, a álcool .
O sucessor do Dardo F 1.3 foi o Dardo F 1.5, mais potente. 
Em 1983, a Corona encerrou a fabricação do Dardo. Um empresário de Cotia (SP), comprou o projeto, e fabricou o veículo sob a marca Grifo. Este, por sua vez, foi fabricado até 2004.